# Венкель
Венкель (фр. Winkel) — коммуна на северо-востоке Франции в регионе Гранд-Эст (бывший Эльзас — Шампань — Арденны — Лотарингия), департамент Верхний Рейн, округ Альткирш, кантон Альткирш. До марта 2015 года коммуна административно входила в состав упразднённого кантона Феррет (округ Альткирш).
Площадь коммуны — 7,87 км², население — 382 человека (2006) с тенденцией к стабилизации: 331 человек (2012), плотность населения — 42,1 чел/км².

## Население
Численность населения коммуны в 2011 году составляла 338 человек, а в 2012 году — 331 человек.
| 1962 | 1968 | 1975 | 1982 | 1990 | 1999 | 2004 | 2006 | 2008 | 2009 | 2011 | 2012 |
| ---- | ---- | ---- | ---- | ---- | ---- | ---- | ---- | ---- | ---- | ---- | ---- |
| 385  | 361  | 331  | 323  | 331  | 334  | 366  | 382  | 359  | 348  | 338  | 331  |

Динамика населения:

## Экономика
В 2010 году из 214 человек трудоспособного возраста (от 15 до 64 лет) 164 были экономически активными, 50 — неактивными (показатель активности 76,6 %, в 1999 году — 68,6 %). Из 164 активных трудоспособных жителей работал 151 человек (84 мужчины и 67 женщин), 13 числились безработными (5 мужчин и 8 женщин). Среди 50 трудоспособных неактивных граждан 14 были учениками либо студентами, 14 — пенсионерами, а ещё 22 — были неактивны в силу других причин.
На протяжении 2011 года в коммуне числилось 151 облагаемое налогом домохозяйство, в котором проживало 335 человек. При этом медиана доходов составила 24930 евро на одного налогоплательщика.

## Достопримечательности (фотогалерея)
- Церковь Сен-Лорен
- Долина реки Иль
- Здание школы